# Dean Koolhof
Dean Koolhof (Duiven, 15 dicembre 1994) è un ex calciatore olandese, di ruolo centrocampista.

## Biografia
È figlio di Jurrie Koolhof, anch'egli calciatore, e fratello di Wesley Koolhof, tennista.

## Carriera
Nella stagione 2015-2016 ha giocato 13 partite nella prima divisione olandese con la maglia del De Graafschap, trascorrendo invece tutto il resto della carriera nella seconda divisione olandese.